# Dianous coerulescens
Dianous coerulescens (лат.) — вид жуков-стафилинид из подсемейства Steninae. Распространён в Центральной и Северной Европе, на Кавказе и в Малой Азии. Обитают во мхах у различных водоёмов.
Длина тела взрослых насекомых 5—6 мм. Тело синее, металлически блестящее. На каждом из надкрылий имеется по одному желтовато-красному пятну.